# Diemaco C7A1
 (janvier 2023).
Le C7A1 est l'ancien fusil d'assaut de base des Forces armées canadiennes. Aujourd'hui, [Quand ?]le "C7A2" a remplacé l'ancienne version.

## Caractéristiques

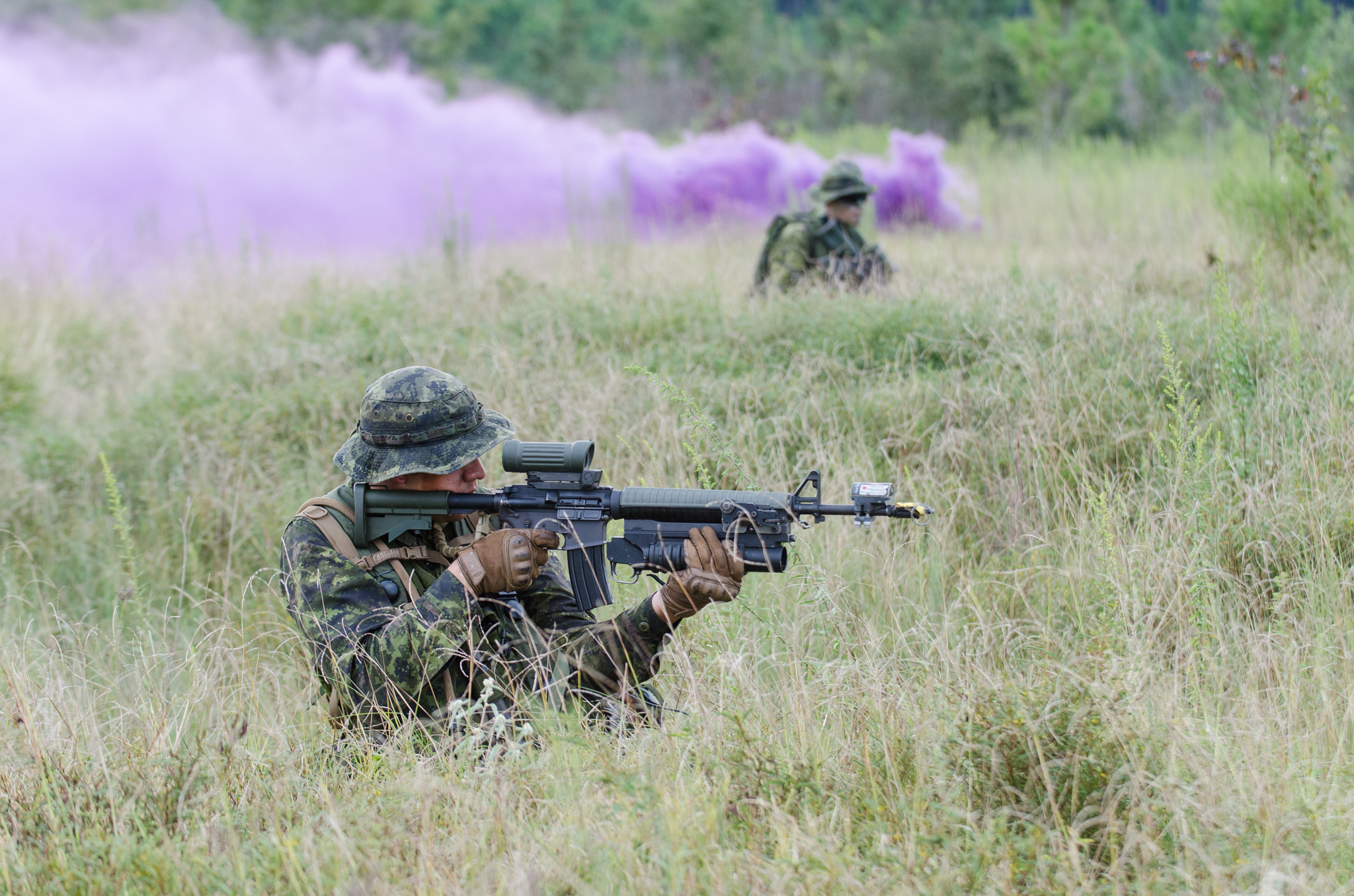
Entraînement en 2013.

### C7
Le développement du fusil d'assaut C7 était parallèle à celui du M16A2 de Colt. Un officier de liaison des Forces canadiennes a travaillé avec le Corps des marines des États-Unis dans le cadre du Programme d'amélioration du produit M16A1 et a transmis de l'information au Bureau du Programme de remplacement des fusils du Canada. Le C7 ressemble beaucoup aux M16A1E1 précédents, plutôt qu'aux M16A2 du produit final. Les premiers C7 ont été fabriqués par Colt pour les Forces canadiennes sous le nom de Colt Model 715. La série d'armes à feu C7 est entraînée par le même boulon Stoner et le même système de gaz porteur que la série M16. Comme les M16A1 et M16A3, le C7 dispose de modes de tir semi-automatiques et entièrement automatiques. Le C7 dispose également du renforcement structurel, du déflecteur de boîtier usé, des protège-mains améliorés et d'une crosse plus longue développée pour le M16A2. Diemaco a changé la trappe dans la crosse pour faciliter l'accès à un petit compartiment de rangement à l'intérieur de la crosse, et une entretoise de 13 mm (0,5 pouce) est disponible pour ajuster la longueur de la crosse selon les préférences de l'utilisateur. Pour les pièces d'habillage, Diemaco a choisi un polymère renforcé de nylon Fiberlite et a détaillé le mobilier adapté à la décontamination NRBC et à une utilisation par temps froid à -68 ° C (-90 ° F). La poignée de transport et l'ensemble de visée arrière sur le dessus du récepteur Diemaco C7 présentent la différence externe la plus notable entre les M16A2 américains et les C7. Les C7 Diemaco utilisent une ligne de visée arrière et une ligne de visée avant en acier à deux ouvertures de type L de style pré-M16A2 modifiée avec deux réglages de combat. Un viseur arrière à ouverture d'environ 0,070 pouce (1,78 mm) de diamètre est utilisé pour les situations de tir normales pour des distances de cible allant jusqu'à 400 m (437 yd). Un deuxième viseur de combat à ouverture d'environ 5,08 mm (0,200 po) de diamètre plus grand est utilisé comme anneau fantôme pour un engagement rapide de la cible à courte portée et pendant une visibilité limitée. Le viseur avant protégé par les protège-ailes a été remplacé par un guidon rond effilé plus mince d'environ 1,27 mm (0,050 po) de diamètre. Les viseurs en fer C7 sont normalement mis à zéro avec le viseur à ouverture arrière à usage normal à 300 m (328 yd) avec les munitions SS109 / M855 / C77. Le viseur arrière peut être mis à zéro pour la dérive par incrément de 2,8 cm ou de 0,28 mrad à 100 m, lorsqu'il est utilisé avec un rayon de visée de 502 mm (19,76 po) de longueur de fusil. L'ajustement de l'élévation peut être mis à zéro par incrément de 3,5 cm ou de 0,35 mrad à 100 m[5][6]. L'utilisation par Diemaco d'unités de canon et de chambre doublées de chrome forgées au marteau à percussion de 1 sur 178 mm (7 po) avec un diamètre d'alésage légèrement réduit sur la longueur du canon pour augmenter la longévité et la précision.[7] [8] Ces caractéristiques ont été introduites car les Canadiens souhaitaient à l'origine utiliser un profil de canon lourd au lieu du profil M16A2. De plus, Diemaco a développé un système de montage différent de Colt pour la variante canadienne de lance-grenades M203 pour la famille de fusils C7 et les boulons et porte-boulons ont été fabriqués à partir de matériaux plus solides. En outre, Diemaco a optimisé le fusil pour l'utilisation de la balle L109 de la cartouche OTAN C77 de 5,56 × 45 mm et des projectiles traceurs L110 de la cartouche C78 plus longs en utilisant un ensemble tampon redessiné, rendant ainsi les rampes d'alimentation étendues de style M4 introduites plus tard dans la carabine Colt M4. Les militaires canadiens ont d'abord commandé des chargeurs compatibles avec le polymère STANAG pour leurs C7. Comme les prototypes ont échoué aux essais militaires canadiens, le C7 a été introduit avec des chargeurs conformes à la norme STANAG en aluminium.[9] [10] Le C7 a une cadence de tir cyclique d'environ 700 à 900 coups par minute (TR/min).[11].

### C7A1
Le C7A1 (Diemaco C7FT) remplace l'ensemble viseur / poignée de transport en fer utilisé sur le C7 par un rail de tisserand modifié pour le montage des optiques. Le développement des rails au Canada a précédé la normalisation américaine du "" MIL-STD-1913, de sorte que le "Rail canadien" ou le "rail Diemaco" diffère légèrement. Il y a 14 emplacements au lieu de 13, et chaque emplacement est plus étroit. La hauteur du rail est également plus élevée, ce qui permet l'utilisation d'un poste de visée avant de hauteur normale alors qu'un rail Picatinny nécessite l'utilisation d'un poste de visée avant marqué F plus élevé. Pendant le développement, les rails d'origine ont été collés sous vide au sommet d'un récepteur nu. Pour la production, le rail et le récepteur ont été fabriqués à partir d'une seule pièce forgée. La monture peut utiliser des viseurs en fer traditionnels ou le viseur optique ELCANC79 3,4 × 28, qui peuvent tous deux être ajustés pour un soulagement individuel des yeux. Le viseur optique a été conçu pour la mitrailleuse C9light et comprend des barres en mils angulaires horizontales et verticales utilisées pour la détermination de la portée et la déviation, et un poteau de visée au tritium dans l'obscurité plutôt que le réticule traditionnel. Le 3,4 × est assez puissant pour voir correctement les cibles à une portée précise maximale de 550 m (600 yd), bien que, comme la plupart des viseurs optiques agrandis, il soit sujet à des critiques pour créer une vision en tunnel dans des situations rapprochées. Bien que la grande ouverture aide à accélérer l'acquisition de la cible, les soldats canadiens renoncent généralement au viseur C79 au profit de viseurs optiques non agrandis ou d'un viseur arrière en fer (BUIS) lorsqu'ils sont engagés ou s'entraînent dans des combats rapprochés. Une poignée de transport détachable et un ensemble de visée arrière peuvent également être installés sur le dessus du récepteur. L'ensemble BUIS et poignée de transport détachable et viseur arrière comporte des ouvertures de visée arrière de type L qui sont les mêmes que celles utilisées dans l'ensemble poignée de transport fixe et viseur arrière précédent. Au cours des dernières années, sur demande, Diemaco/Colt Canada fabriquerait des récepteurs supérieurs " Picatinny rail " MIL-STD-1913.

### C7A2
Avec l'engagement du Canada en Afghanistan, Diemaco et les Forces canadiennes ont apporté des améliorations au C7A1 pour mieux s'adapter aux situations opérationnelles actuelles. Le résultat, le C7A2, a une unité de crosse télescopique à quatre points similaire à celle de la carabine C8 et une TRIADE à trois rails qui est serrée sur la base du guidon pour permettre la fixation des accessoires. Le levier sélecteur, le déverrouillage du chargeur et le loquet de la poignée de chargement sont devenus ambidextres.[12] De plus, la C7A2 est livrée de série avec des meubles de couleur verte. Ces armes sont souvent vues avec une pléthore d'accessoires similaires à celles de leurs homologues américains compte tenu des points communs globaux du système et des supports de rail. Le C7A2 est également délivré avec le viseur optique ELCAN C79A2 avec un grossissement de 3,4 × mais avec un revêtement blindé en caoutchouc vert uniforme, mais certains soldats qui le reçoivent ont acheté des viseurs comme le viseur d'armes holographiques EOTech ou le Trijicon ACOG. Au sein d'une section de huit hommes, six soldats porteront normalement un C7A2 : le commandant et commandant en second de la section, deux grenadiers et deux fusiliers, seuls les mitrailleurs porteront un C9A2 LMG. Le C7A2 est considéré comme une mise à niveau "à mi-vie" pour la famille C7. L'ajout du support de rail de TRIADE a facilité la fixation d'accessoires tels que le désignateur laser et les lumières tactiques pour les soldats.[14] De nombreux A2 sont également vus avec des poignées pliantes de Cadex Inc. sous les protège-mains qui peuvent stocker 2 piles CR123.
Les Forces canadiennes cherchent à améliorer et à moderniser leur stock de fusils d'assaut C7A2, bien que rien ne soit encore officiel ou certain à la mi-2016. L'une des plus grandes améliorations qui pourraient être mises en œuvre est le remplacement du récepteur supérieur à plateau plat standard par des protège-mains standard, un embout de garde-mains et une base de visée avant par un récepteur supérieur monolithique avec garde-mains à quatre rails en aluminium intégré pour une modularité accrue avec des accessoires et un canon flottant pour une précision accrue. 

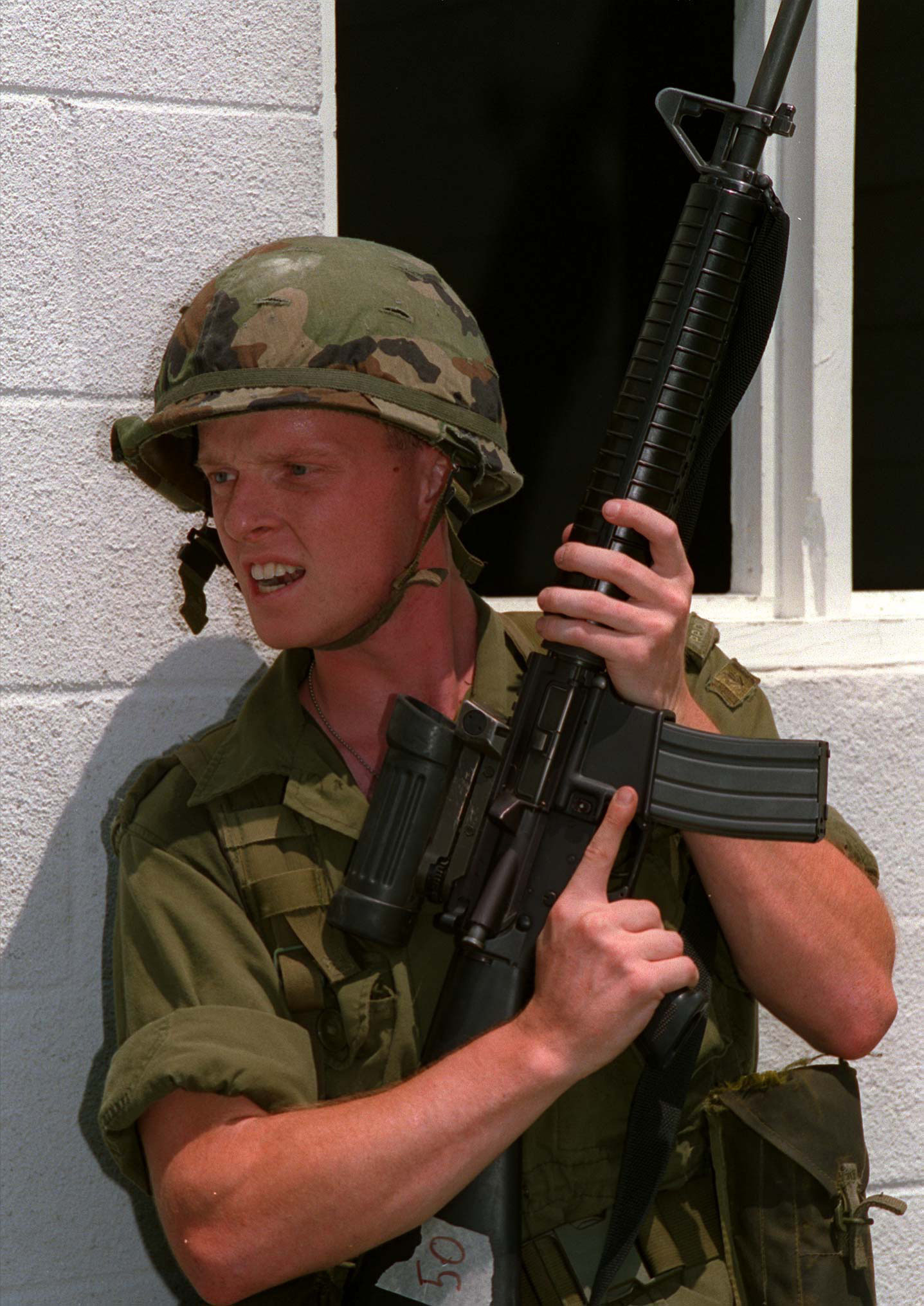
En 1996, un soldat canadien avec un C7A1 équipé d'une lunette Elcan C79.

## Variantes
- C7A1 complètement noir

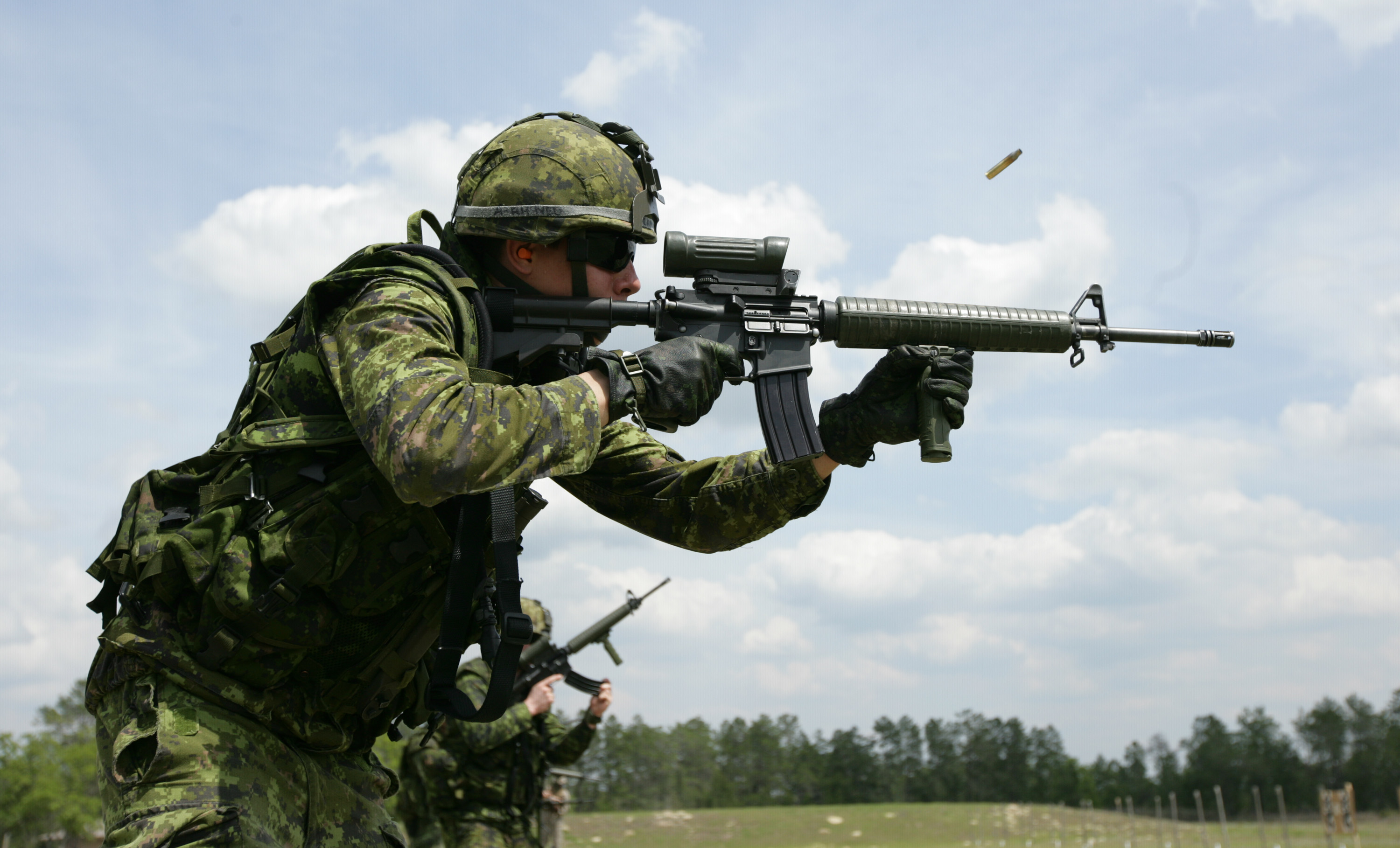
Soldat canadien du Royal 22e Régiment tirant en 2009 avec une variante du C7A1 : le C7A2 doté de la crosse télescopique du C8.

- C7A2 vert et noir et crosse rétractable (4 positions) de la Carabine C8
- C7A3 complètement noir (peut avoir plusieurs camouflages) crosse rétractable du A2
- C7FT sans poignée de transport mais avec un rail à viseurs.
- Diemaco LSW Version Fusil mitrailleur à canon lourd et bipied léger.
- C8 : carabine utilisée par l'armée canadienne, comparable au M4A1.
- C10 : carabine semi-automatique en calibre .22 LR destinée à l'initiation des recrues canadiennes.

## Exportations
Il a été exporté dans les pays suivants :
- Afghanistan (don d'état-à-état, le gouvernement Canadien a souhaité récupérer les armes en 2015)
- Danemark (connu sous le nom de Gevær M/95)
- Norvège
- Pays-Bas (C7 NLD)
- Islande
- Royaume-Uni
- Ukraine (don à la suite de l'invasion de l'Ukraine par la Russie en 2022)

## Les conflits du C7
Ce M16 canadien étant en service dans plusieurs armées de l'OTAN, fournissant régulièrement des Casques bleus aux missions de maintien de la paix de l'ONU, a participé à de nombreuses guerres depuis 1990. Ainsi :
- Les soldats canadiens ont utilisé leur C7 en Bosnie-Herzégovine (Forpronu) en Croatie (Opération de la poche de Medak), au Ruanda (MINUAR) et en Somalie (ONUSOM I et ONUSOM II) dans les années 1990.

- Un GM/95 volé à l'Armée danoise était l'arme du terroriste  lors des fusillades de Copenhague en février 2015.

## Caractéristiques
Le fusil C7 (qui reste une copie de la plateforme AR15) chambré en 5,56 mm est une arme qui fonctionne par récupération des gaz, alimentée par chargeur, refroidie à l'air et fonctionnant en mode semi-automatique ou automatique. L'arme permet un tir précis et rapide sur des cibles inopinées à de courtes distances. Elle offre une grande cadence de tir, rapide et précis à des distances allant jusqu'à 400 mètres lorsqu'elle est utilisée par une personne, et peut être utilisée pour un tir de section sur des distances allant jusqu'à 600 mètres. On peut y fixer une baïonnette pour le combat rapproché, le chargeur standardisé STANAG a une capacité de 30 cartouches, l'arme pèse 3,34 kg et 3,89 kg avec le chargeur plein. En mode automatique et munie d'un chargeur de 30 cartouches, il faut un très grand contrôle du tir pour manier cette arme pour éviter de gaspiller les munitions. Et on peut y fixer un dispositif de tir à blanc pour les entrainements en manœuvre.

## Fiche technique des C7A2 & C7A3
- Calibre : 5,56 × 45 mm (OTAN)
- Cadence de tir : cadence théorique de tir de 700 à 940 coups/min
- Type de tir : à répétition et automatique
- Chargeur : standardisé OTAN 30 cartouches
- Poids : 3,34 kg (vide) et 3,89 kg avec chargeur plein (excluant le lance-grenades M203A1)
- Longueur : 0,930 m (crosse rétractée)
- Longueur du canon : 530 mm
- Rayure : 6 rayures droitières, 1 pas de 178 mm
- Distance hausse et guidon 500 mm
- Hausse et guidon : petit œilleton utilisé en tout temps, excepté lors de combat rapproché, la nuit ou à faible intensité de lumière (le viseur C79 sera adapté sur les C7A1 en 1993 et le C79a2 sur la C7A2 en 2005)
- Fonctionnement : par refoulement de gaz, refroidi par air, alimenté par chargeur
- Portée efficace de l'arme : 400 m
- Mise en service : 1986